# Curt Ankarberg
Curt Arne Fritiof Ankarberg, född 16 december 1936 i Nässjö församling i Jönköpings län, är en svensk körledare, generalsekreterare och begravningsentreprenör.
Som elvaåring lämnade Curt Ankarberg med sin familj Bodafors för att bosätta sig i Jönköping. Han genomgick i unga år Alliansmissionens evangelistkurs på Korteboskolan. Ankarberg började sin bana som sång- och musikledare 1958 då han grundade både ungdomskören Mobilen och Morgonkvartetten. Han var sedan engagerad i olika musikgrupper under 60 år i Jönköping med omnejd. Bland dessa märks barnkören Gnistan som han bildade 1972 i Stora Missionshuset i Jönköping. Kören turnerade i såväl Sverige som övriga Norden. Mellan 1978 och 2006 ledde han Evekapellet i KFUM, i början av 1980-talet ledde han barnkören KFUM-klangen och under nio år ansvarade han för Landstingskören i Jönköping. Den ekumeniska kören Vännerna ledde han 2006–2019.
Inom yrkeslivet var han annars resande säljare av bland annat kaffe och Monarkcyklar innan han blev föreningssekreterare för KFUM i Jönköping följt av fyra år som generalsekreterare för KFUM Sverige med placering i Stockholm. Åren 1989–2005 drev han en begravningsbyrå i Jönköping.
Curt Ankarberg gifte sig 1964 med Sigbritt Nilsson och fick två döttrar, av vilka den äldre är statsrådet Acko Ankarberg Johansson.